# María de Jesús de Ágreda
María Coronel y Arana, más conocida como María de Jesús de Ágreda O.I.C. (Ágreda, 2 de abril de 1602 - Ágreda, 24 de mayo de 1665), abadesa del convento de las Madres Concepcionistas de Ágreda, Soria, también conocida como La Venerable, Sor María, o Madre Ágreda, fue una escritora y monja concepcionista española. Es considerada por los católicos una de las más grandes místicas de la historia de la Iglesia católica. Mantuvo una abundante relación epistolar con el rey Felipe IV durante más de veinte años.

## Biografía

### Introducción
María de Jesús de Ágreda  es considerada por algunos una figura espiritual importante del barroco. Es famosa por atribuirsele fenómenos externos (por ejemplo, éxtasis), sobre todo sus «apariciones» en Nuevo México y Texas, en donde evangelizaba y enviaba a los indios a pedir el bautismo a los misioneros franciscanos («La dama azul de los llanos»). La Inquisición tomó cartas en el asunto (1635), e hizo un proceso formal sobre el mismo (1649-50) con resultado favorable para la monja.

### Infancia

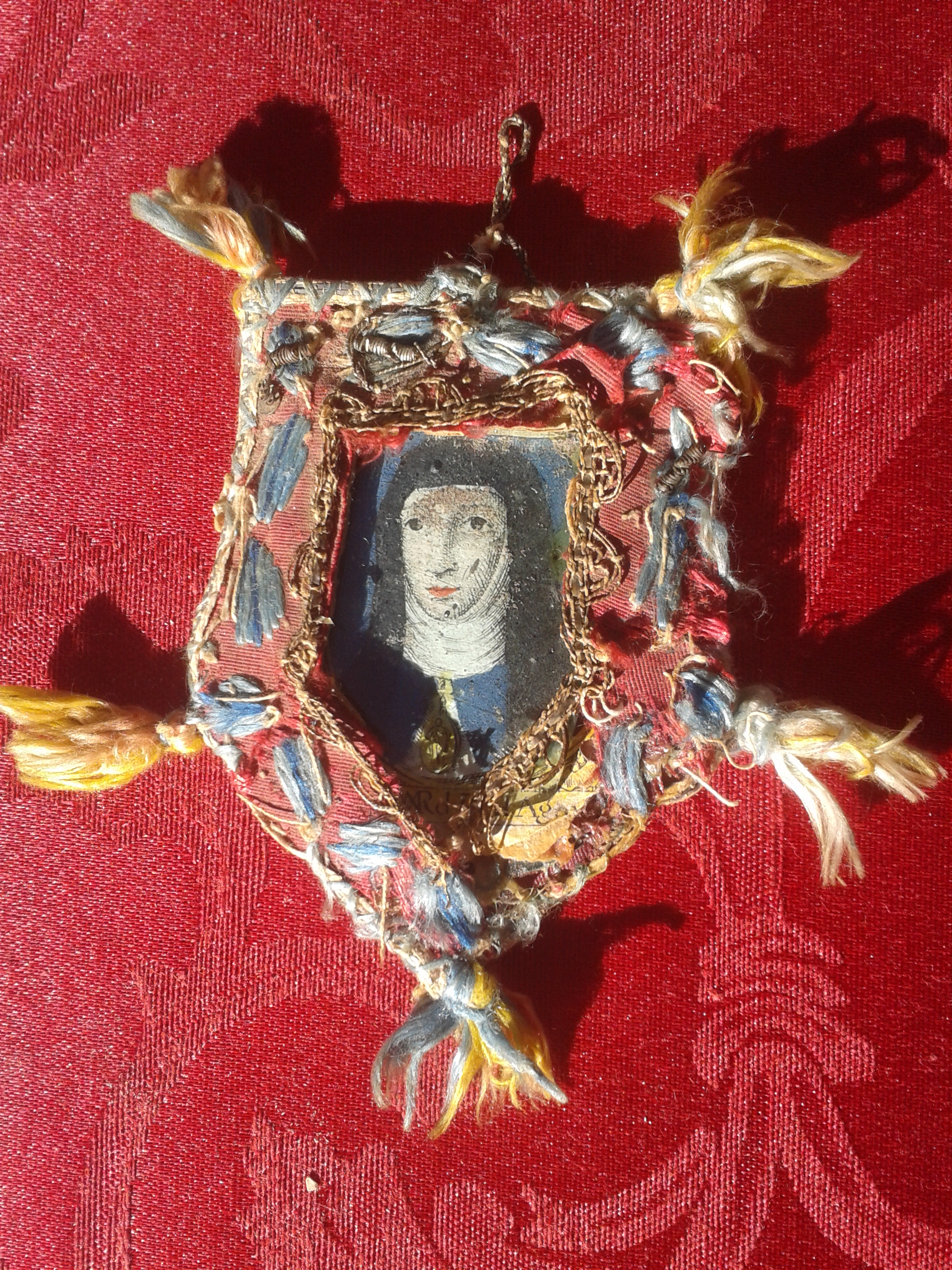
Relicario del

María Coronel y Arana nació en la calle de las Agustinas. Sus padres se llamaban Francisco Coronel y Catalina de Arana. Concibieron 11 hijos, pero solo cuatro sobrevivieron: Francisco, José, María y Jerónima.
Catalina de Arana, nacida también en Ágreda, era oriunda de Vizcaya. En el convento de Ágreda se conserva todavía el documento de hidalguía de los Arana, de 1540.
Sobre sus padres, modo de ser de ellos, costumbres, etc., la misma Venerable nos ha dejado una semblanza. De la madre dice que era más oficiosa y viva de natural que el padre (RA 41). Ambos, extremadamente religiosos (RA 37ss).
La familia Coronel-Arana se relacionaba mucho con los franciscanos de San Julián; así se llamaba el antiguo convento franciscano que estaba situado en las afueras de la villa. La madre tenía allí a su confesor y acudía a diario a oír misa a la iglesia del convento. Casi no pasaba día sin que frailes franciscanos visitasen a la familia (RA 46-47).
María de Jesús de Ágreda recordó que ella, en su primera infancia, parecía un tanto apocada e inútil, y con el fin de que espabilara, su madre le trataba con dureza. «Con verdad puedo decir que en mi vida les vi [a los padres] el rostro sereno hasta después de religiosa» (RA 98). La explicación que Sor María nos da de este comportamiento suyo en su primera infancia es muy otra de la que sus buenos padres podían alcanzar. Nos dice, en efecto, que en edad que ella no puede precisar, pero que debió de coincidir con el despuntar del uso de razón, sin que precediera información exterior ni enseñanza de criaturas, porque aún no tenía edad para ello, recibió una noticia de Dios, del mundo, del estado pecador del hombre, etcétera, cuyos efectos le habían de durar toda la vida (RA 82ss).
Como efecto de aquella noticia concibió un temor que jamás le abandonó: temor de ofender a Dios y perder la gracia. Al cesar la enseñanza pasiva quedó como suspensa. Se veía rodeada de peligros, repleta de miserias, no osaba hablar con las criaturas, a todas reputaba superiores. El conocimiento propio le aterraba, iba a los lugares ocultos. Por todo ello los padres la juzgaban insensata e inútil, y le daban el trato áspero que hemos dicho. «¿Qué hemos de hacer de esta criatura que no ha de ser para el mundo ni para la religión?» (RA 99).
A todo ello se agregaron diversas enfermedades, que a los trece años de edad la pusieron a las puertas de la muerte: «Se hizo la cera para mi entierro», dice ella (RA 99). Pero todos los padecimientos los sobrellevaba con gran entereza por el conocimiento que tenía de ser hija de una raza pecadora, obligada a satisfacer a Dios por sus pecados. «Maravillábanse los médicos de que pudiese llevar tan crueles males con tan débiles fuerzas y sin quejarme» (RA 100).

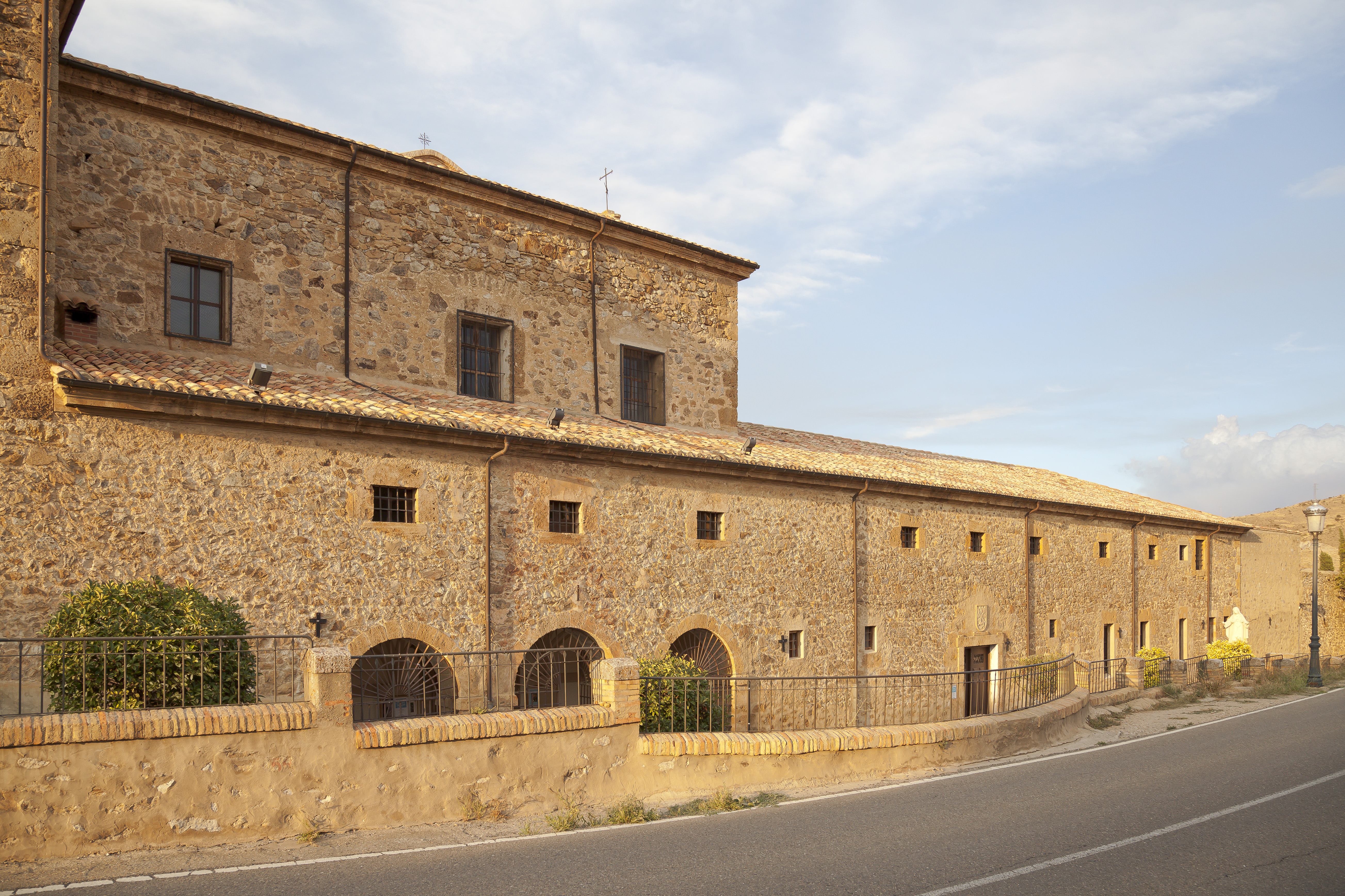
Convento de la Concepción, en Ágreda, que fue casa de los Coronel.

Aunque al principio la despreciaban y reñían por su desaseo y poco aliño, pronto empezaron a respetarla, pues aprendió a leer con presteza, era obediente, etc.
Cuando cumplió los doce años de edad empezó a tratar de ingresar como religiosa. La primera idea fue que tomase el hábito en las carmelitas descalzas de Tarazona, y sus padres andaban ya dando los pasos para ello cuando sobrevino una circunstancia totalmente imprevista, que había de cambiar el rumbo de su vida.

### Entrada en religión
La madre de la Venerable, Catalina de Arana, tuvo una revelación, confirmada por su confesor, Fr. Juan de Torrecilla, según la cual debían transformar la casa en convento e ingresar en él como religiosas la propia madre con sus dos hijas, mientras el padre y los dos hijos entraban de religiosos en la Orden de San Francisco. En realidad los dos hijos varones eran ya religiosos en dicha Orden. Ante esto, María dio su conformidad al nuevo plan y desistió de ir a Tarazona. Pero la idea era tan disonante, que chocó con la resistencia del padre de familia, y más todavía con la de un hermano de este, Medel. La oposición del vecindario en un principio fue también general. Decían que «era agravio del santo matrimonio» (RA 52).
Así transcurrieron tres años. No obstante, poco a poco se vencieron las oposiciones y dificultades; el padre cambió de parecer, y en 1618, hechas algunas reformas previas, la casa de Francisco Coronel se transformó en convento de monjas. Francisco, a quien siguió después su hermano Medel, ingresó como franciscano en calidad de hermano lego en el convento de Nalda (La Rioja).

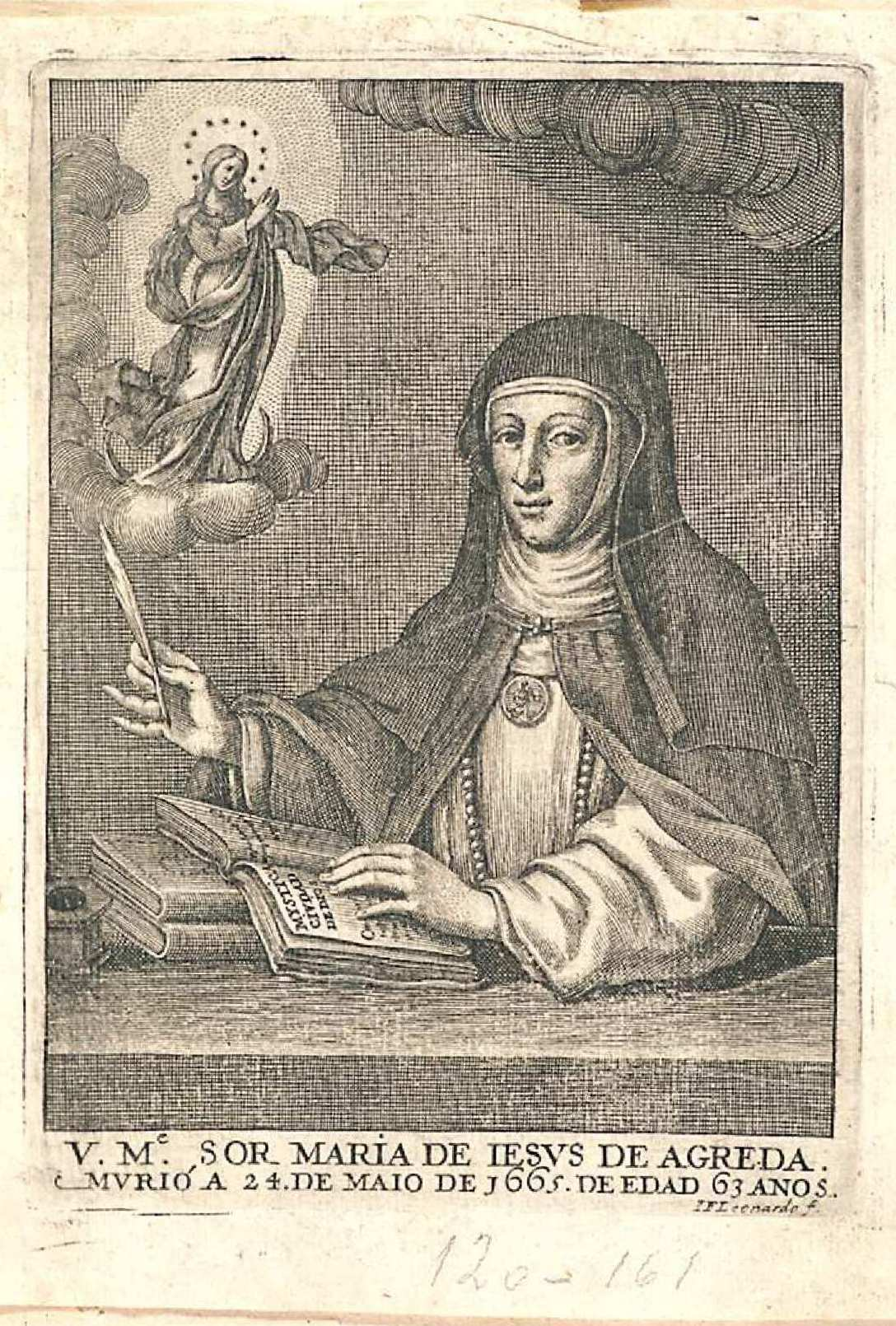
Retrato de la V. M. sor María de Jesús Ágreda, grabado firmado I. F. Leonardo publicado como ilustración de la Mística Ciudad de Dios, en la edición impresa en Madrid en 1688.

El tiempo que transcurrió hasta que el proyecto de la nueva fundación se plasmó en realidad, Sor María lo considera como su época de disipación. Los acaloramientos en torno al proyecto, las obras, etc., la distrajeron y disiparon un tanto en su vida espiritual y hasta cedió a la tentación de vanidad.
El nuevo convento había de ser de la Orden de la Inmaculada Concepción. Sin duda, el fervor inmaculista, que en España conocía entonces uno de sus mejores momentos, fue la causa de esta preferencia. Pero entre las concepcionistas había dos ramas: una de calzadas y otra de descalzas. Madre e hijas se decidieron por el instituto de descalzas. Mas como en el área de la provincia franciscana de Burgos, a la que pertenecía la fundación de Ágreda, no había concepcionistas descalzas, sino sólo calzadas, se cometió la anomalía de traer de Burgos tres monjas concepcionistas de las calzadas en calidad de fundadoras de un convento que había de ser de la rama descalza. Por esta razón dirá Sor María que la fundación no tuvo buen principio, pues las fundadoras venidas de Burgos tenían que enseñar un modo de vida que ellas no habían profesado ni practicado.
Dieciséis años tenía Sor María cuando tomó el hábito, juntamente con su madre y hermana. Pronto hubo nuevas vocaciones. En esta primera época la abadesa era de las venidas de Burgos en calidad de fundadoras.
Una vez vestido el hábito, Sor María reacciona contra la disipación anterior y se entrega toda a la vida espiritual. Hecha la profesión en 1620, comienza en su vida un período de enfermedades, tentaciones y extraordinarios trabajos, que será seguido por otro de fenómenos espirituales resonantes.
Tuvo fama de santa por sus penitencias y mortificaciones corporales, llegando a ser procesada y absuelta por la Inquisición. Mantuvo una larga y nutrida correspondencia (1643, 1665) con Felipe IV, de quien fue consejera en asuntos de Estado. En 1627, con tan sólo 25 años, sería nombrada abadesa del convento franciscano de Ágreda, fundado por sus padres.

## Misión sobrenatural en Nuevo México
Se dice que tenía el don de la bilocación, siendo señalada por franciscanos e indígenas contemporáneos como predicadora en Nuevo México, pese a que nunca abandonó su claustro. Sobre todo sus «apariciones» en Nuevo México y Texas, en donde evangelizaba y enviaba a los indios a pedir el bautismo a los misioneros franciscanos («La dama azul de los llanos»). La Inquisición tomó cartas en el asunto (1635), e hizo un proceso formal sobre el mismo (1649-50) con resultado favorable para la monja. La explicación no deja de ser complicada, pero los datos son serios e impresionantes. Este fenómeno extraordinario motivó que el 2 de diciembre de 2008 se firmara en el Capitolio de Santa Fe, en Nuevo México, un histórico acuerdo de hermanamiento entre la villa soriana de Ágreda y el Estado de Nuevo México (EE. UU.). Fue la primera vez que un Estado norteamericano se vinculaba formalmente a una población española y también la primera ocasión que se hizo algo así inspirado en un hecho sobrenatural. Según consta en un documento fechado en 1630, editado por la Imprenta Real de Felipe IV y conocido como el «Memorial de Benavides», una monja de clausura de Ágreda fue la responsable de la conversión de miles de nativos americanos que vivían a orillas del río Grande, a 10 000 kilómetros de distancia, gracias al don de la bilocación. Aquella religiosa de la orden Concepcionista -llamada sor María de Jesús de Ágreda- podía estar en dos lugares a la vez.

## Proceso de canonización
En 1673 se inició su proceso de beatificación, llegando a ser declarada venerable por Clemente X.

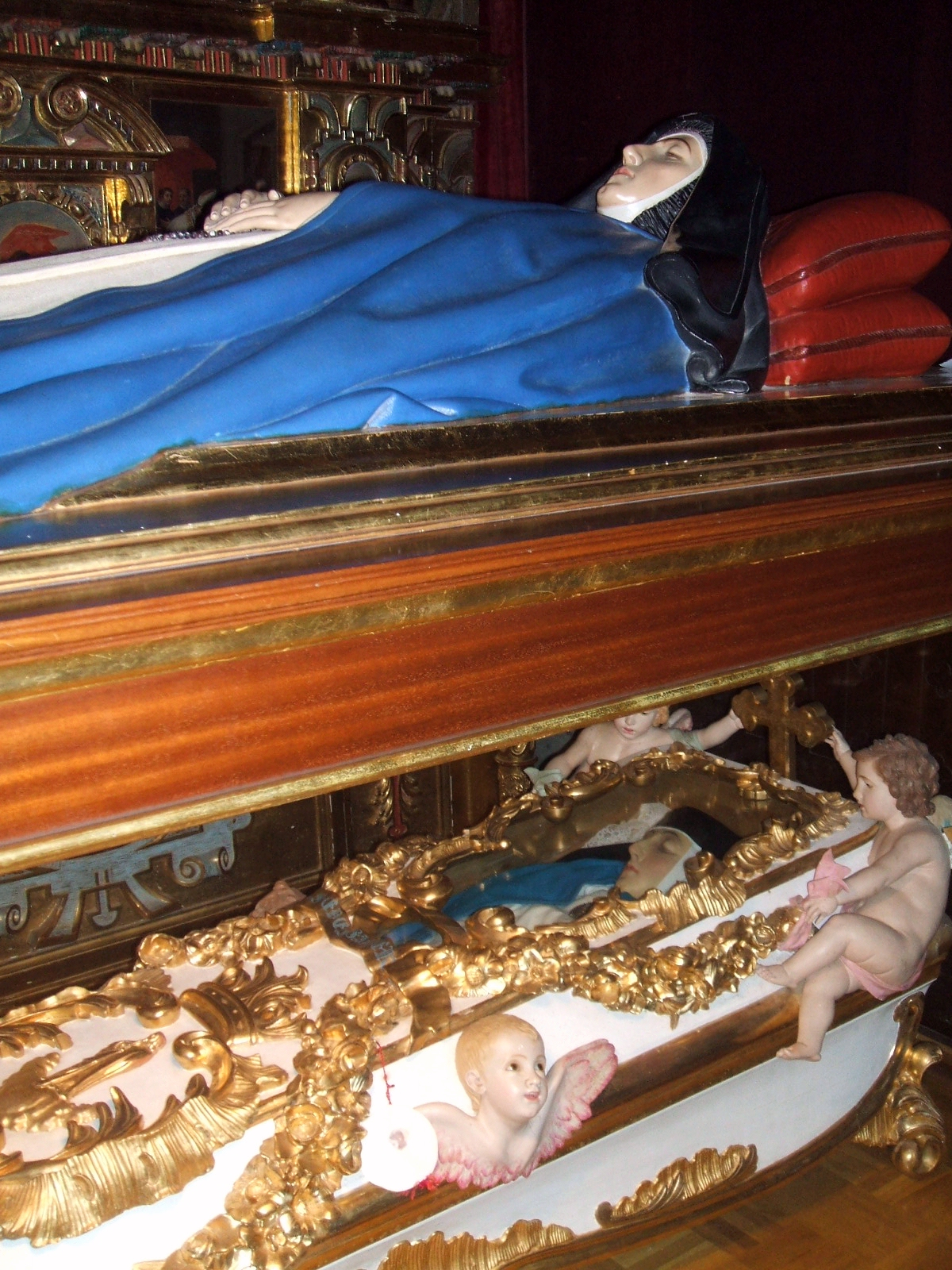
Estatua yacente (arriba) y cuerpo incorrupto (debajo) de Sor María de Jesús de Ágreda, en la iglesia del Convento de las Concepcionistas de Ágreda.

El convento del que era abadesa era de su propiedad antes de cederlo a la Orden de la Inmaculada Concepción. En la iglesia del mismo se conserva su sepulcro y su cuerpo incorrupto. El convento alberga también el Museo Sor María Jesús de Ágreda en honor a "La Venerable".

## Obra

### De carácter religioso
Sus escritos son de tipo ascético y místico. Gran defensora de la Inmaculada Concepción de la Virgen, continua la corriente escotista iniciada por el teólogo y filósofo franciscano Juan Duns Escoto. A continuación se indican algunas de sus obras más importantes:
- Escala ascética
- Ejercicios cotidianos y doctrina para hacer las obras con mayor perfección.
- Conceptos y suspiros del corazón para alcanzar el verdadero fin del agrado del Esposo y Señor
- Mística Ciudad de Dios. Publicada en 1670, fue prohibida por la Inquisición, pero después la prohibición fue levantada y ahora hay 173 ediciones en varias lenguas con Imprimatur de los obispos católicos.
- Vida de la Virgen María

Las enseñanzas marianas de la M. Ágreda adquirieron gran difusión entre el pueblo creyente. Las ediciones de su obra MCD son ya centenarias, con cerca de una cuarentena de traducciones a otras tantas lenguas. Las tres últimas ediciones en castellano de la obra completa, en un tomo (1970, 1982, 1992), han agotado ya los 20.000 ejemplares y ha hecho necesaria la nueva edición que se prepara. La solidez teológica de su doctrina nunca ha sido condenada por la Iglesia, ya que la condenación que sufrió de la inquisición romana en 1681 fue muy pronto sobreseída. Ninguna de las enseñanzas de esta concepcionista han merecido rechazo o condena. Sin embargo, toda aquella oposición doctrinal precedente se fue concentrando contra Sor María y su causa de beatificación, que fue interrumpida a la espera de que sea de nuevo reabierta.
La MCD ha tenido gran influencia en la espiritualidad de los siglos precedentes y sigue teniéndola en nuestros días. La espiritualidad mariana que promueve, el culto a la Virgen, particularmente de imitación, su devoción filial; las invocaciones como Reina y Señora, Madre y Maestra de la Iglesia, primera cristiana y redimida; discípula de Cristo, Mujer evangélica, Maestra de los Apóstoles, modelo de la Iglesia… constituyen otros tantos puntos básicos de su mariología, que la Iglesia del Vaticano II promueve. La bibliografía Agredana del último cuarto de siglo y de esta primera década del presente así lo prueba con abundantes estudios.
(Sobre el tema de la Mística Ciudad de Dios -MCD- y los conflictos de la autora con las instancias eclesiásticas y universidades, el P. Antonio María Artola, CP, ha venido colaborando en el proceso de aclaración sobre dicho problema. Hay una serie de Separatas publicadas por el pasionista sobre el papel de Sor María Jesús de Ágreda y la Inmaculada Concepción -Estudios Marianos, 2003, de la sociedad mariológica española y también en la Universidad Internacional Alfonso VIII de Soria-. En estos artículos plantea todo el panorama histórico sobre el problema de la obra y su autora, buscando resolver las diversas situaciones que han impedido su causa, que no son otras que errores históricos).

### Correspondencia con Felipe IV
Entre 1643 y 1665 se estableció una relación epistolar entre Felipe IV y sor María Jesús de Ágreda. Son más de 600 cartas entrecruzadas que constituyen una fuente historiográfica excepcional para conocer la política española del siglo XVII. Esta correspondencia verá su término con la muerte de la religiosa. En ellas interviene en los asuntos sociales y políticos dándole sus consejos al monarca. Felipe IV, agobiado por la crisis general de su reino, crisis financiera y militar, es dirigido por la monja. Esta le aconseja cómo  administrar las finanzas, cómo  colocar tropas en batalla, cómo  evitar levantamientos y cómo manejar la Corte. Además expone su doctrina sobre el poder real, cómo debe ser un monarca cristiano y cómo debe ser la sociedad. El hecho de que fuera monja y su amplia formación intelectual facilitó que el monarca le atendiera en sus consejos. Una mujer laica seguramente no hubiera sido escuchada e incluso hubiera sido considerada negativamente. Sin embargo, el respeto, la consideración, la veneración y la fama de santa que tuvo en vida ayudó a este papel de consejera real. Dios se comunica con ella mostrándole el camino más acertado. También mantiene correspondencia con otros personajes ilustres del momento como Francisco de Borja o el futuro Papa Clemente IX.